# 通往天堂的阶梯
《通往天堂的阶梯》（Stairway to Heaven）是英国摇滚乐队齐柏林飞船在1971年发行的歌曲，由吉他手吉米·佩奇和主唱罗伯特·普兰特创作，收录于齐柏林飞船乐队第4张没有标题的录音室专辑（称为《齐柏林飞船IV》）。该歌曲长约8分钟，分为数个不同段落，整体呈现节奏加快、音量增强的特点。歌曲起初以具民谣风格的声乐为主，随后爵士鼓和電貝斯加入，结束部分是节奏较快的硬式摇滚音乐，其中包含一段复杂的吉他独奏。
《通往天堂的阶梯》获VH1电视台评选为100首最伟大的摇滚歌曲中的第3名；获《滚石》杂志评选为历史上最伟大的500首歌曲中的第31位。该歌曲没有在美国正式发行，但在1970年代却是美国调频电台最常被点唱的歌曲。
2023年，《通往天堂的阶梯》因「文化、歷史和審美方面的顯著成就」，獲美國國會圖書館列入「國家錄音檔案」的保存名單。

## 脚注
1. ↑  . rockonnet.com.   [2008-06-01]. （原始内容存档于2003-02-01）.
2. ↑  Dave Lewis (1994), The Complete Guide to the Music of Led Zeppelin, Omnibus Press, ISBN 0-7119-3528-9.
3. ↑  . Library of Congress.   [12 April 2023]. （原始内容存档于2023-04-12）.
4. ↑  . Library of Congress.   [12 April 2023]. （原始内容存档于2023-04-12） （英语）.